# Lijst van bemande ruimtevluchten
Deze pagina bevat een overzicht van bemande ruimtevluchten per land. In 2004 werden er drie ruimtevluchten uitgevoerd door een particulier bedrijf die niet in deze tabel zijn meegeteld. De mislukte vlucht STS-51-L van de Challenger waarbij de bemanning omkwam is niet in deze tabel meegeteld, omdat deze de ruimte niet heeft bereikt. Ook de Russische vluchten Sojoez T-10-1 en Sojoez MS-10 zijn niet meegeteld, wegens mislukte lanceringen.
|            | Rusland / Sovjet-Unie | Verenigde Staten | China | India | Totaal |
| ---------- | --------------------- | ---------------- | ----- | ----- | ------ |
| 1961–1970  | 16                    | 25               | 0     | 0     | 41     |
| 1971–1980  | 31                    | 8                | 0     | 0     | 39     |
| 1981–1990  | 24                    | 37               | 0     | 0     | 61     |
| 1991–2000  | 20                    | 63               | 0     | 0     | 83     |
| 2001–2010  | 24                    | 34               | 3     | 0     | 61     |
| 2011–2020  | 38                    | 5                | 3     | 0     | 46     |
| 2021-heden | 10                    | 16               | 9     | 0     | 31     |
| Totaal     | 163                   | 188              | 15    | 0     | 366    |

(Bijgewerkt t/m 26 april 2025)

## Lijst
Hieronder staat een overzicht van alle bemande ruimtevluchten, inclusief mislukte lanceringen.
| Jaar | Datum        | Vlucht                                | Opmerking | Crew      | Nr. |
| ---- | ------------ | ------------------------------------- | --- | --------- | --- |
| 1961 | 12 april     | Vostok 1                              | Eerste mens in de ruimte (Joeri Gagarin), één volledige omwenteling om de Aarde; de duur was 1 uur en 48 minuten                                                                                | 1         | 1   |
| 1961 | 5 mei        | Mercury MR-3 Freedom 7                | Eerste Amerikaan in de ruimte (Alan Shepard); suborbitale ruimtevlucht van 15 minuten | 1         | 2   |
| 1961 | 21 juli      | Mercury MR-4 Liberty Bell 7           | Tweede Amerikaan in de ruimte (Virgil Grissom); suborbitale ruimtevlucht van 16 minuten | 1         | 3   |
| 1961 | 6 augustus   | Vostok 2                              | Tweede Rus in de ruimte (German Titov), eerste ruimtevlucht langer dan 24 uur | 1         | 4   |
| 1962 | 20 februari  | Mercury MA-6 Friendship 7             | Derde Amerikaan in de ruimte, eerste Amerikaan in baan om de aarde (John Glenn), 3 omwentelingen, duur van de vlucht was 4 uur en 55 minuten                                                    | 1         | 5   |
| 1962 | 24 mei       | Mercury MA-7 Aurora 7                 | Vierde Amerikaan in de ruimte (Scott Carpenter) | 1         | 6   |
| 1962 | 11 augustus  | Vostok 3                              | Derde Rus in de ruimte (Andrian Nikolajev), gezamenlijke vlucht met Vostok 4 | 1         | 7   |
| 1962 | 12 augustus  | Vostok 4                              | Vierde Rus in de ruimte (Pavlo Popovytsj), kleinste afstand tot Vostok 3 minder dan 5 km | 1         | 8   |
| 1962 | 3 oktober    | Mercury MA-8 Sigma 7                  | Vijfde Amerikaan in de ruimte (Walter Schirra) | 1         | 9   |
| 1963 | 15 mei       | Mercury MA-9 Faith 7                  | Zesde Amerikaan in de ruimte (Gordon Cooper) | 1         | 10  |
| 1963 | 14 juni      | Vostok 5                              | Vijfde Rus in de ruimte (Valeri Bykovski), gezamenlijke vlucht met Vostok 6 | 1         | 11  |
| 1963 | 16 juni      | Vostok 6                              | Eerste vrouw in de ruimte (Valentina Teresjkova) | 1         | 12  |
| 1963 | 19 juli      | X-15, Flight 90                       | Experimenteel Amerikaans raketvliegtuig X-15 bereikt een hoogte van 100 km en daarmee de ruimte (volgens de definities van de internationale organisatie FAI); suborbitale ruimtevlucht         | 1         | 13  |
| 1963 | 22 augustus  | X-15, Flight 91                       | X-15 bereikt wederom hoogte van de 100 km; suborbitale ruimtevlucht | 1         | 14  |
| 1964 | 12 oktober   | Voschod 1                             | Eerste vlucht met meer dan één ruimtevaarder. | 3         | 15  |
| 1965 | 18 maart     | Voschod 2                             | Eerste ruimtewandeling (Aleksej Leonov) | 2         | 16  |
| 1965 | 23 maart     | Gemini 3                              | Eerste ruimtevlucht met twee Amerikanen, eerste ruimtevaarder die voor de tweede keer in de ruimte vliegt (Virgil Grissom).                                                                     | 2         | 17  |
| 1965 | 3 juni       | Gemini 4                              | Eerste ruimtewandeling door Amerikaan (Edward White) | 2         | 18  |
| 1965 | 21 augustus  | Gemini 5                              | De Amerikanen breken voor het eerst het duurrecord van bemande ruimtevluchten: iets korter dan acht dagen.                                                                                      | 2         | 19  |
| 1965 | 4 december   | Gemini 7                              | De Amerikanen breken nogmaals het duurrecord: ruim 13 dagen. Tevens rendezvous met Gemini 6A.                                                                                                   | 2         | 20  |
| 1965 | 15 december  | Gemini 6A                             | Zou oorspronkelijk worden gelanceerd op 25 oktober 1965. Voor het eerst vier mensen tegelijk in de ruimte.                                                                                      | 2         | 21  |
| 1966 | 16 maart     | Gemini 8                              | Eerste koppeling in de ruimte met ander (onbemand) ruimtevaartuig. | 2         | 22  |
| 1966 | 3 juni       | Gemini 9A                             | Tweede ruimtewandeling door Amerikaan (Eugene Cernan) | 2         | 23  |
| 1966 | 18 juli      | Gemini 10                             | Tweemaal koppeling in de ruimte met ander (onbemand) ruimtevaartuig, twee ruimtewandelingen door Michael Collins                                                                                | 2         | 24  |
| 1966 | 12 september | Gemini 11                             | Koppeling in de ruimte met ander (onbemand) ruimtevaartuig, ruimtewandeling door Richard Gordon; grootste hoogte van een bemande vlucht afgezien van maanvluchten (1364 km)                     | 2         | 25  |
| 1966 | 11 november  | Gemini 12                             | Koppeling met doelraket, drie ruimtewandelingen | 2         | 26  |
| 1967 | 23 april     | Sojoez 1                              | Parachute faalde bij landing en Sojoez stortte neer. Piloot Vladimir Komarov komt om het leven.                                                                                                 | 1         | 27  |
| 1968 | 11 oktober   | Apollo 7                              | Eerste bemande Apollo-vlucht, testvlucht rond de aarde, live televisie vanuit de capsule | 3         | 28  |
| 1968 | 26 oktober   | Sojoez 3                              | Rendezvous met onbemande Sojoez 2 | 1         | 29  |
| 1968 | 21 december  | Apollo 8                              | Eerste bemande vlucht rond de maan | 3         | 30  |
| 1969 | 14 januari   | Sojoez 4                              | Koppeling met Sojoez 5, eerste uitwisseling van bemanningsleden | 1:3       | 31  |
| 1969 | 15 januari   | Sojoez 5                              | Bij terugkeer naar aarde koppelde module niet goed los waardoor Sojoez dreigde te verbranden in de atmosfeer. Liep op laatste moment goed af.                                                   | 3:1       | 32  |
| 1969 | 3 maart      | Apollo 9                              | Testvlucht rond de aarde met maanlander | 3         | 33  |
| 1969 | 18 mei       | Apollo 10                             | Tweede bemande vlucht rond de maan | 3         | 34  |
| 1969 | 16 juli      | Apollo 11                             | Eerste mensen op de maan: (Neil Armstrong en Buzz Aldrin) (20 juli) | 3         | 35  |
| 1969 | 11 oktober   | Sojoez 6                              | Gezamenlijke vlucht met Sojoez 7 en 8 | 2         | 36  |
| 1969 | 12 oktober   | Sojoez 7                              | Voor het eerst vijf mensen tegelijk in de ruimte (bemanningen Sojoez 6 en 7) | 3         | 37  |
| 1969 | 13 oktober   | Sojoez 8                              | Voor het eerst drie bemande ruimtevaartuigen, en voor het eerst zeven mensen tegelijk in de ruimte.                                                                                             | 2         | 38  |
| 1969 | 14 november  | Apollo 12                             | Tweede landing op de maan | 3         | 39  |
| 1970 | 11 april     | Apollo 13                             | Op weg naar maan explosie in zuurstoftank, maanlanding afgelast, terugkeer naar aarde om de maan heen ternauwernood gelukt                                                                      | 3         | 40  |
| 1970 | 1 juni       | Sojoez 9                              | Russen heroveren record langste ruimtevlucht (17 dagen en 17 uur) | 2         | 41  |
| 1971 | 31 januari   | Apollo 14                             | Derde maanlanding | 3         | 42  |
| 1971 | 22 april     | Sojoez 10                             | Koppeling met ruimtestation Saljoet 1 lukte, maar niet goed genoeg om luiken te openen. | 3         | 43  |
| 1971 | 6 juni       | Sojoez 11                             | Eerste bemanning die aan boord van ruimtestation verblijft (Saljoet 1). Bemanning komt om tijdens terugkeer naar de aarde.                                                                      | 3         | 44  |
| 1971 | 26 juli      | Apollo 15                             | Vierde maanlanding | 3         | 45  |
| 1972 | 16 april     | Apollo 16                             | Vijfde maanlanding | 3         | 46  |
| 1972 | 7 december   | Apollo 17                             | Zesde en laatste maanlanding, langste verblijf op de maan (75 uur) | 3         | 47  |
| 1973 | 25 mei       | Skylab SL-2                           | Eerste bemanning Skylab (Amerikaans ruimtestation) | 3         | 48  |
| 1973 | 28 juli      | Skylab SL-3                           | Tweede bemanning Skylab | 3         | 49  |
| 1973 | 27 september | Sojoez 12                             | Sovjet-Unie hervat bemande ruimtevluchten na de ramp met Sojoez 11. | 2         | 50  |
| 1973 | 16 november  | Skylab SL-4                           | Derde bemanning Skylab | 3         | 51  |
| 1973 | 18 december  | Sojoez 13                             | Bemanning voert met speciale camera astronomische observaties uit, onder andere in het ultraviolette spectrum.                                                                                  | 2         | 52  |
| 1974 | 3 juli       | Sojoez 14                             | Militaire missie naar Saljoet 3. Tevens test nieuwe optische apparatuur en biomedisch onderzoek.                                                                                                | 2         | 53  |
| 1974 | 26 augustus  | Sojoez 15                             | Mislukte koppeling met Saljoet 3, gevolgd door noodlanding. | 2         | 54  |
| 1974 | 2 december   | Sojoez 16 - ASTP                      | Proefvlucht en generale repetitie voor Apollo-Sojoez-testproject | 2         | 55  |
| 1975 | 10 januari   | Sojoez 17                             | Koppeling met Saljoet 4, Russisch duurrecord | 2         | 56  |
| 1975 | 5 april      | Sojoez 18A                            | Mislukte lancering, onbedoeld suborbitale ruimtevlucht | 2         | 57  |
| 1975 | 24 mei       | Sojoez 18                             | Koppeling met Saljoet 4, nieuw Russisch duurrecord | 2         | 58  |
| 1975 | 15 juli      | Sojoez 19 - ASTP                      | Koppeling met Apollo-ASTP | 2         | 59  |
| 1975 | 15 juli      | Apollo-ASTP                           | Koppeling met Sojoez 19 | 3         | 60  |
| 1976 | 6 juli       | Sojoez 21                             | Koppeling met Saljoet 5 | 2         | 61  |
| 1976 | 15 september | Sojoez 22                             | Observaties van Aarde door multi-spectrale camera, biologische proeven | 2         | 62  |
| 1976 | 14 oktober   | Sojoez 23                             | Noodlanding in het water na mislukte koppeling met Saljoet 5, tijdens afdaling belandt capsule in sneeuwstorm. Kosmonauten worden gered na een nacht onder water                                | 2         | 63  |
| 1977 | 7 februari   | Sojoez 24                             | Koppeling met Saljoet 5, bemanning verricht controle van boordsystemen ruimtestation | 2         | 64  |
| 1977 | 9 oktober    | Sojoez 25                             | Mislukte koppelpoging met Saljoet 6 door beschadigde koppelingskraag, resulterend in noodlanding                                                                                                | 2         | 65  |
| 1977 | 10 december  | Sojoez 26                             | Bemanning verbleef drie maanden in Saljoet 6, nieuw duurrecord van 96 dagen | 2:2       | 66  |
| 1978 | 10 januari   | Sojoez 27                             | Voor het eerst 2 ruimtevaartuigen (Sojoez 26 en Sojoez 27) gekoppeld aan een ruimtestation (Saljoet 6).                                                                                         | 2:2       | 67  |
| 1978 | 2 maart      | Sojoez 28                             | Eerste Interkosmosmissie, de Tsjech Vladimir Remek is de eerste niet-Russische en niet-Amerikaanse ruimtevaarder.                                                                               | 2         | 68  |
| 1978 | 15 juni      | Sojoez 29                             | Koppeling met Saljoet 6, nieuw duurrecord van 139 dagen | 2:2       | 69  |
| 1978 | 27 juni      | Sojoez 30                             | Tweede Interkosmosmissie, eerste Pool in de ruimte | 2         | 70  |
| 1978 | 26 augustus  | Sojoez 31                             | Derde Interkosmosmissie, eerste kosmonaut uit DDR | 2:2       | 71  |
| 1979 | 25 februari  | Sojoez 32                             | Koppeling met Saljoet 6, nieuw duurrecord van 175 dagen | 2:0       | 72  |
| 1979 | 10 april     | Sojoez 33                             | Vierde Interkosmosmissie, eerste Bulgaar in de ruimte. Koppeling met Saljoet 6 afgelast na ernstige motorstoring, noodlanding uitgevoerd.                                                       | 2         | 73  |
| 1979 | 6 juni       | Sojoez 34                             | Onbemande reddingsboot voor bemanning ruimtestation Saljoet 6. | 0:2       | 74  |
| 1980 | 9 april      | Sojoez 35                             | Koppeling met Saljoet 6, nieuw (niet erkend) duurrecord van 184 dagen | 2:2       | 75  |
| 1980 | 26 mei       | Sojoez 36                             | Vijfde Interkosmosmissie, eerste Hongaarse kosmonaut | 2:2       | 76  |
| 1980 | 5 juni       | Sojoez T-2                            | Eerste bemande proefvlucht Sojoez-T | 2         | 77  |
| 1980 | 23 juli      | Sojoez 37                             | Zesde Interkosmosmissie, eerste kosmonaut uit Vietnam | 2:2       | 78  |
| 1980 | 18 september | Sojoez 38                             | Zevende Interkosmosmissie, eerste Cubaanse kosmonaut | 2:2       | 79  |
| 1980 | 27 november  | Sojoez T-3                            | Koppeling met Saljoet 6, om onderhoud aan ruimtestation te plegen. | 3         | 80  |
| 1981 | 12 maart     | Sojoez T-4                            | | 3         | 81  |
| 1981 | 22 maart     | Sojoez 39                             | Achtste Interkosmosmissie, eerste Mongoolse kosmonaut | 2         | 82  |
| 1981 | 12 april     | STS-1, Columbia                       | Eerste vlucht Spaceshuttle | 2         | 83  |
| 1981 | 14 mei       | Sojoez 40                             | Laatste vlucht van eerste type Sojoez. Negende Interkosmosmissie met eerste Roemeense kosmonaut aan boord                                                                                       | 2         | 84  |
| 1981 | 12 november  | STS-2, Columbia                       | Eerste bemande ruimtevaartuig dat voor de tweede maal wordt gelanceerd. | 2         | 85  |
| 1982 | 22 maart     | STS-3, Columbia                       | | 2         | 86  |
| 1982 | 13 mei       | Sojoez T-5                            | | 2:3       | 87  |
| 1982 | 24 juni      | Sojoez T-6                            | Tiende Interkosmosmissie, eerste vlucht van tweede Interkosmosserie. Eerste West-Europeaan (Frankrijk) in de ruimte.                                                                            | 3         | 88  |
| 1982 | 27 juni      | STS-4, Columbia                       | | 2         | 89  |
| 1982 | 19 augustus  | Sojoez T-7                            | Tweede vrouw in de ruimte (Svetlana Savitskaja) | 3:2       | 90  |
| 1982 | 11 november  | STS-5, Columbia                       | | 4         | 91  |
| 1983 | 4 april      | STS-6, Challenger                     | | 4         | 92  |
| 1983 | 20 april     | Sojoez T-8                            | Sojoez beschadigd tijdens lancering. Koppelingspoging met Saljoet 7 voortijdig afgebroken om botsing te vermijden. Vroegtijdige terugkeer door brandstofgebrek                                  | 3         | 93  |
| 1983 | 18 juni      | STS-7, Challenger                     | Eerste Amerikaanse vrouw in de ruimte (Sally Ride) | 5         | 94  |
| 1983 | 27 juni      | Sojoez T-9                            | | 3         | 95  |
| 1983 | 30 augustus  | STS-8, Challenger                     | | 5         | 96  |
| 1983 | 26 september | Sojoez T-10-1                         | Volkomen mislukte lancering. Sojoez-draagraket vat vlam en ontploft op het platform. Storing in ontsnappingsraket, die pas ontbrandt enige ogenblikken voor explosie. Bemanning ongedeerd       | 2         | 97  |
| 1983 | 28 november  | STS-9, Columbia                       | Eerste missie met Spacelab, eerste niet-Amerikaanse ruimtevaarder aan boord van Amerikaans ruimtevaartuig (de Duitser Ulf Merbold), eerste vlucht met zes ruimtevaarders in één ruimtevaartuig. | 6         | 98  |
| 1984 | 3 februari   | STS-41-B, Challenger                  | Eerste ruimtewandeling zonder fysieke verbinding met ruimteschip | 5         | 99  |
| 1984 | 8 februari   | Sojoez T-10                           | Uitgebreide medische proeven aan boord van Saljoet 7. Nieuw duurrecord. | 3:3       | 100 |
| 1984 | 3 april      | Sojoez T-11                           | Eerste ruimtevaarder uit India, Rakesh Sharma | 3:3       | 101 |
| 1984 | 6 april      | STS-41-C, Challenger                  | Eerste reparatie aan een kunstmatige satelliet in de ruimte | 5         | 102 |
| 1984 | 17 juli      | Sojoez T-12                           | Eerste ruimtewandeling door een vrouw (Svetlana Savitskaja) | 3         | 103 |
| 1984 | 30 augustus  | STS-41-D, Discovery                   | | 6         | 104 |
| 1984 | 5 oktober    | STS-41-G, Challenger                  | | 5         | 105 |
| 1984 | 8 november   | STS-51-A, Discovery                   | | 6         | 106 |
| 1985 | 24 januari   | STS-51-C, Discovery                   | | 5         | 107 |
| 1985 | 12 april     | STS-51-D, Discovery                   | | 7         | 108 |
| 1985 | 29 april     | STS-51-B, Challenger                  | Eerste in Nederland geboren ruimtevaarder (Lodewijk van den Berg) | 7         | 109 |
| 1985 | 6 juni       | Sojoez T-13                           | Riskante koppeling met uitgevallen Saljoet 7. Herstelwerkzaamheden aan station. Door blunder vluchtleiding viel het station compleet uit en bevroor.                                            | 2:2       | 110 |
| 1985 | 17 juni      | STS-51-G, Discovery                   | Vlucht met Arabier prins sultan Salman al-Saud en Fransman Patrick Baudry) | 7         | 111 |
| 1985 | 29 juli      | STS-51-F, Challenger                  | | 7         | 112 |
| 1985 | 27 augustus  | STS-51-I, Discovery                   | | 7         | 113 |
| 1985 | 17 september | Sojoez T-14                           | Koppeling met Saljoet 7, missie voortijdig afgebroken wegens medische problemen. | 3:3       | 114 |
| 1985 | 3 oktober    | STS-51-J, Atlantis                    | Eerste vlucht van de Atlantis | 5         | 115 |
| 1985 | 30 oktober   | STS-61-A, Challenger                  | Eerste Nederlandse ruimtevaarder (Wubbo Ockels) | 8         | 116 |
| 1985 | 27 november  | STS-61-B, Atlantis                    | | 7         | 117 |
| 1986 | 12 januari   | STS-61-C, Columbia                    | | 7         | 118 |
| 1986 | 28 januari   | STS-51-L, Challenger                  | Explosie 73 seconden na lancering, bemanning komt om | 7         | 119 |
| 1986 | 13 maart     | Sojoez T-15                           | Bezoekt Saljoet 7 en het nieuwe ruimtestation Mir. Eerste bemanning die twee ruimtestations bezoekt.                                                                                            | 2         | 120 |
| 1987 | 5 februari   | Sojoez TM-2                           | | 2:3       | 121 |
| 1987 | 22 juli      | Sojoez TM-3                           | | 3:3       | 122 |
| 1987 | 21 december  | Sojoez TM-4                           | | 3:3       | 123 |
| 1988 | 7 juni       | Sojoez TM-5                           | | 3:2       | 124 |
| 1988 | 29 augustus  | Sojoez TM-6                           | | 3:3       | 125 |
| 1988 | 29 september | STS-26, Discovery                     | Hervatting Space-Shuttle-vluchten | 5         | 126 |
| 1988 | 26 november  | Sojoez TM-7                           | | 3:3       | 127 |
| 1988 | 2 december   | STS-27, Atlantis                      | | 5         | 128 |
| 1989 | 13 maart     | STS-29, Discovery                     | | 5         | 129 |
| 1989 | 4 mei        | STS-30, Atlantis                      | Lancering ruimtesonde Magellan naar Venus | 5         | 130 |
| 1989 | 8 augustus   | STS-28, Columbia                      | | 5         | 131 |
| 1989 | 5 september  | Sojoez TM-8                           | | 2:2       | 132 |
| 1989 | 18 oktober   | STS-34, Atlantis                      | Lancering Galileo-ruimtesonde | 5         | 133 |
| 1989 | 23 november  | STS-33, Discovery                     | | 5         | 134 |
| 1990 | 9 januari    | STS-32, Columbia                      | | 5         | 135 |
| 1990 | 11 februari  | Sojoez TM-9                           | | 2         | 136 |
| 1990 | 28 februari  | STS-36, Atlantis                      | | 5         | 137 |
| 1990 | 24 april     | STS-31, Discovery                     | Lancering Hubble-ruimtetelescoop | 5         | 138 |
| 1990 | 1 augustus   | Sojoez TM-10                          | | 2:3       | 139 |
| 1990 | 6 oktober    | STS-41, Discovery                     | Lancering Ulysses, een ruimtesonde met het doel de zon en de interstellaire ruimte te onderzoeken                                                                                               | 5         | 140 |
| 1990 | 15 november  | STS-38, Atlantis                      | | 5         | 141 |
| 1990 | 2 december   | STS-35, Columbia                      | | 7         | 142 |
| 1990 | 2 december   | Sojoez TM-11                          | | 3:3       | 143 |
| 1991 | 5 april      | STS-37, Atlantis                      | | 5         | 144 |
| 1991 | 28 april     | STS-39, Discovery                     | | 7         | 145 |
| 1991 | 18 mei       | Sojoez TM-12                          | Eerste niet-Russische en niet-Amerikaanse vrouw in de ruimte (de Britse Helen Sharman) | 3:3       | 146 |
| 1991 | 5 juni       | STS-40, Columbia                      | | 7         | 147 |
| 1991 | 2 augustus   | STS-43, Atlantis                      | | 5         | 148 |
| 1991 | 12 september | STS-48, Discovery                     | | 5         | 149 |
| 1991 | 2 oktober    | Sojoez TM-13                          | | 3:3       | 150 |
| 1991 | 24 november  | STS-44, Atlantis                      | | 6         | 151 |
| 1992 | 22 januari   | STS-42, Discovery                     | | 7         | 152 |
| 1992 | 17 maart     | Sojoez TM-14                          | Eerste bemande Russische (GOS) ruimtevlucht na het uiteenvallen van de Sovjet-Unie. Sergej Krikaljov keert terug van Mir na 311 dagen en 20 uur in de ruimte.                                   | 3:3       | 153 |
| 1992 | 24 maart     | STS-45, Atlantis                      | Eerste Belgische ruimtevaarder (Dirk Frimout) | 7         | 154 |
| 1992 | 7 mei        | STS-49, Endeavour                     | | 7         | 155 |
| 1992 | 25 juni      | STS-50, Columbia                      | | 7         | 156 |
| 1992 | 27 juli      | Sojoez TM-15                          | | 3:2       | 157 |
| 1992 | 31 juli      | STS-46, Atlantis                      | | 7         | 158 |
| 1992 | 12 september | STS-47, Endeavour                     | Mark Lee en Nancy Jan Davis als eerste echtpaar samen in de ruimte | 7         | 159 |
| 1992 | 22 oktober   | STS-52, Columbia                      | | 6         | 160 |
| 1992 | 2 december   | STS-53, Discovery                     | | 5         | 161 |
| 1993 | 13 januari   | STS-54, Endeavour                     | | 5         | 162 |
| 1993 | 24 januari   | Sojoez TM-16                          | | 2:3       | 163 |
| 1993 | 8 april      | STS-56, Discovery                     | | 5         | 164 |
| 1993 | 26 april     | STS-55, Columbia                      | | 7         | 165 |
| 1993 | 21 juni      | STS-57, Endeavour                     | | 6         | 166 |
| 1993 | 1 juli       | Sojoez TM-17                          | | 3:2       | 167 |
| 1993 | 12 september | STS-51, Discovery                     | | 5         | 168 |
| 1993 | 18 oktober   | STS-58, Columbia                      | | 7         | 169 |
| 1993 | 2 december   | STS-61, Endeavour                     | Reparaties aan de Hubble-ruimtetelescoop | 7         | 170 |
| 1994 | 8 januari    | Sojoez TM-18                          | Valeri Poljakov vliegt naar Mir en keert na een recordverblijf van bijna 438 dagen in de ruimte terug met Sojoez TM-20.                                                                         | 3:2       | 171 |
| 1994 | 3 februari   | STS-60, Discovery                     | Sergej Krikaljov is de eerste Rus op een Amerikaanse ruimtevlucht | 6         | 172 |
| 1994 | 4 maart      | STS-62, Columbia                      | | 5         | 173 |
| 1994 | 9 april      | STS-59, Endeavour                     | | 6         | 174 |
| 1994 | 1 juli       | Sojoez TM-19                          | | 2:3       | 175 |
| 1994 | 8 juli       | STS-65, Columbia                      | | 7         | 176 |
| 1994 | 9 september  | STS-64, Discovery                     | | 6         | 177 |
| 1994 | 30 september | STS-68, Endeavour                     | | 6         | 178 |
| 1994 | 3 oktober    | Sojoez TM-20                          | | 3:3       | 179 |
| 1994 | 3 november   | STS-66, Atlantis                      | | 6         | 180 |
| 1995 | 3 februari   | STS-63, Discovery                     | Space Shuttle nadert Mir tot op 11 meter en vliegt eromheen als voorbereiding op toekomstige koppelingen tussen Space Shuttle en Mir.                                                           | 3         | 181 |
| 1995 | 2 maart      | STS-67, Endeavour                     | | 7         | 182 |
| 1995 | 14 maart     | Sojoez TM-21                          | Norman Thagard is eerste Amerikaan op Russische ruimtevlucht. | 3:2       | 183 |
| 1995 | 27 juni      | STS-71, Atlantis                      | Eerste koppeling Spaceshuttle met Mir. Eerste landing van Amerikaans ruimtevaartuig met ruimtevaarders die gelanceerd waren aan boord van Russisch ruimtevaartuig.                              | 7:8       | 184 |
| 1995 | 13 juli      | STS-70, Discovery                     | | 5         | 185 |
| 1995 | 3 september  | Sojoez TM-22                          | | 3         | 186 |
| 1995 | 7 september  | STS-69, Endeavour                     | | 5         | 187 |
| 1995 | 20 oktober   | STS-73, Columbia                      | | 7         | 188 |
| 1995 | 12 november  | STS-74, Atlantis                      | Koppeling aan Mir | 5         | 189 |
| 1996 | 11 januari   | STS-72, Endeavour                     | | 6         | 190 |
| 1996 | 21 februari  | Sojoez TM-23                          | | 2:3       | 191 |
| 1996 | 22 februari  | STS-75, Columbia                      | | 7         | 192 |
| 1996 | 22 maart     | STS-76, Atlantis                      | Shannon Lucid wordt naar Mir gebracht voor een verblijf van 188 dagen. | 6:5       | 193 |
| 1996 | 19 mei       | STS-77, Endeavour                     | | 6         | 194 |
| 1996 | 20 juni      | STS-78, Columbia                      | | 5         | 195 |
| 1996 | 17 augustus  | Sojoez TM-24                          | Eerste Française in de ruimte (Claudie Haigneré). | 3:3       | 196 |
| 1996 | 16 september | STS-79, Atlantis                      | Shannon Lucid keert terug van Mir na 188 dagen in de ruimte, record zowel voor een Amerikaan als voor een vrouw                                                                                 | 6:6       | 197 |
| 1996 | 19 november  | STS-80, Columbia                      | | 5         | 198 |
| 1997 | 12 januari   | STS-81, Atlantis                      | | 6:6       | 199 |
| 1997 | 10 februari  | Sojoez TM-25                          | | 3:2       | 200 |
| 1997 | 11 februari  | STS-82, Discovery                     | Werkzaamheden aan de Hubble-ruimtetelescoop | 7         | 201 |
| 1997 | 4 april      | STS-83, Columbia                      | | 7         | 202 |
| 1997 | 15 mei       | STS-84, Atlantis                      | | 7:7       | 203 |
| 1997 | 1 juli       | STS-94, Columbia                      | | 7         | 204 |
| 1997 | 5 augustus   | Sojoez TM-26                          | Reparaties aan Mir | 2:3       | 205 |
| 1997 | 7 augustus   | STS-85, Discovery                     | | 6         | 206 |
| 1997 | 26 september | STS-86, Atlantis                      | | 7:7       | 207 |
| 1997 | 19 november  | STS-87, Columbia                      | | 6         | 208 |
| 1998 | 23 januari   | STS-89, Endeavour                     | | 7:7       | 209 |
| 1998 | 29 januari   | Sojoez TM-27                          | | 3:3       | 210 |
| 1998 | 17 april     | STS-90, Columbia                      | Onderzoek gevolgen micro-zwaartekracht op mensen en dieren. Laatste vlucht met Spacelab. | 7         | 211 |
| 1998 | 2 juni       | STS-91, Discovery                     | | 6:7       | 212 |
| 1998 | 13 augustus  | Sojoez TM-28                          | | 3:2       | 213 |
| 1998 | 29 oktober   | STS-95, Discovery                     | Tweede vlucht John Glenn, 77 jaar oud (oudste mens in de ruimte). Eerste Spaanse ruimtevaarder (Pedro Duque)                                                                                    | 7         | 214 |
| 1998 | 4 december   | STS-88, Endeavour                     | Amerikaanse en Russische modules internationaal ruimtestation gekoppeld, ISS voor het eerst voor korte duur bemand                                                                              | 6         | 215 |
| 1999 | 20 februari  | Sojoez TM-29                          | | 3:3       | 216 |
| 1999 | 27 mei       | STS-96, Discovery                     | | 7         | 217 |
| 1999 | 23 juli      | STS-93, Columbia                      | Lancering Chandra X-Ray Observatory | 5         | 218 |
| 1999 | 20 december  | STS-103, Discovery                    | Werk aan de Hubble-ruimtetelescoop | 5         | 219 |
| 2000 | 11 februari  | STS-99, Endeavour                     | Met behulp van radar wordt een topografische kaart van de wereld gemaakt (Shuttle Radar Topography Mission)                                                                                     | 6         | 220 |
| 2000 | 4 april      | Sojoez TM-30                          | | 2         | 221 |
| 2000 | 19 mei       | STS-101, Atlantis                     | Werkzaamheden aan het internationaal ruimtestation | 7         | 222 |
| 2000 | 8 september  | STS-106, Atlantis                     | Internationaal ruimtestation klaargemaakt voor permanente bemanning | 7         | 223 |
| 2000 | 11 oktober   | STS-92, Discovery                     | | 7         | 224 |
| 2000 | 31 oktober   | Sojoez TM-31                          | Eerste vaste bemanning van ISS (Bill Shepherd, Joeri Gidzenko, Sergej Krikaljov) | 3:3       | 225 |
| 2000 | 1 december   | STS-97, Endeavour                     | Brengt materiaal naar ISS | 5         | 226 |
| 2001 | 7 februari   | STS-98, Atlantis                      | | 5         | 227 |
| 2001 | 8 maart      | STS-102, Discovery                    | Vervanging permanente bemanning ISS | 7:7       | 228 |
| 2001 | 19 april     | STS-100, Endeavour                    | | 7         | 229 |
| 2001 | 28 april     | Sojoez TM-32                          | Eerste ruimtetoerist Dennis Tito | 3:3       | 230 |
| 2001 | 12 juli      | STS-104, Atlantis                     | | 5         | 231 |
| 2001 | 10 augustus  | STS-105, Discovery                    | | 7:7       | 232 |
| 2001 | 21 oktober   | Sojoez TM-33                          | Tweede vlucht van Claudie Haigneré | 3:3       | 233 |
| 2001 | 5 december   | STS-108, Endeavour                    | | 7:7       | 234 |
| 2002 | 1 maart      | STS-109, Columbia                     | Werkzaamheden aan de Hubble-ruimtetelescoop | 7         | 235 |
| 2002 | 8 april      | STS-110, Atlantis                     | | 7         | 236 |
| 2002 | 25 april     | Sojoez TM-34                          | | 3:3       | 237 |
| 2002 | 5 juni       | STS-111, Endeavour                    | | 7:7       | 238 |
| 2002 | 7 oktober    | STS-112, Atlantis                     | | 6         | 239 |
| 2002 | 30 oktober   | Sojoez TMA-1                          | Tweede Belgische ruimtevaarder (Frank De Winne) | 3:3       | 240 |
| 2002 | 24 november  | STS-113, Endeavour                    | | 7:7       | 241 |
| 2003 | 16 januari   | STS-107, Columbia                     | Space Shuttle verongelukt vlak voor landing, bemanning komt om | 7         | 242 |
| 2003 | 26 april     | Sojoez TMA-2                          | | 2:3       | 243 |
| 2003 | 15 oktober   | Shenzhou 5                            | Gelanceerd door China, met aan boord Yang Liwei, de eerste Chinese ruimtevaarder. | 1         | 244 |
| 2003 | 18 oktober   | Sojoez TMA-3                          | | 3:3       | 245 |
| 2004 | 19 april     | Sojoez TMA-4                          | André Kuipers, Missie Delta, aflossing bemanning internationaal ruimtestation. | 3:3       | 246 |
| 2004 | 21 juni      | SpaceShipOne 15P                      | Eerste particuliere ruimtevaarder (Mike Melvill); suborbitale ruimtevlucht. | 1         | 247 |
| 2004 | 29 september | SpaceShipOne 16P                      | Tweede particuliere ruimtevlucht; suborbitale ruimtevlucht. | 1         | 248 |
| 2004 | 4 oktober    | SpaceShipOne 17P                      | Derde particuliere ruimtevlucht; suborbitale ruimtevlucht. | 1         | 249 |
| 2004 | 14 oktober   | Sojoez TMA-5                          | | 3:3       | 250 |
| 2005 | 15 april     | Sojoez TMA-6                          | | 3:3       | 251 |
| 2005 | 26 juli      | STS-114, Discovery                    | Eerste Space Shuttle-vlucht sinds de ramp met de spaceshuttle Columbia waarbij de STS-107-bemanning omkwam.                                                                                     | 7         | 252 |
| 2005 | 12 oktober   | Shenzhou 6                            | Lancering van de Shenzhou 6, met aan boord Fei Junlong en Nie Haisheng. | 2         | 253 |
| 2006 | 30 maart     | Sojoez TMA-8                          | | 3:3       | 254 |
| 2006 | 4 juli       | STS-121, Discovery                    | ISS: Bevoorrading | 7:6       | 255 |
| 2006 | 9 september  | STS-115, Atlantis                     | ISS: P3 en P5 truss | 6         | 256 |
| 2006 | 18 september | Sojoez TMA-9                          | ISS: Bemanning en eerste vrouwelijke ruimtetoerist Anousheh Ansari | 3:3       | 257 |
| 2006 | 12 december  | STS-116, Discovery                    | ISS: P5 truss en herbekabeling | 7:7       | 258 |
| 2007 | 7 april      | Sojoez TMA-10                         | ISS: Bemanning | 3:3       | 259 |
| 2007 | 8 juni       | STS-117, Atlantis                     | ISS: Onderdelen transport en installatie | 7:7       | 260 |
| 2007 | 8 augustus   | STS-118, Endeavour                    | ISS: Onderdelen transport en bevoorrading | 7         | 261 |
| 2007 | 10 oktober   | Sojoez TMA-11                         | ISS: Bemanning | 3:3       | 262 |
| 2007 | 23 oktober   | STS-120, Discovery                    | ISS: Harmony-module | 7:7       | 263 |
| 2008 | 7 februari   | STS-122, Atlantis                     | ISS: Columbus-module | 7:7       | 264 |
| 2008 | 11 maart     | STS-123, Endeavour                    | ISS: Onderdelen transport en installatie | 7:7       | 265 |
| 2008 | 8 april      | Sojoez TMA-12                         | ISS | 3:3       | 266 |
| 2008 | 31 mei       | STS-124, Discovery                    | ISS: Bemanning en onderdelen | 7:7       | 267 |
| 2008 | 25 september | Shenzhou 7                            | Derde bemande ruimtevlucht en eerste met drie bemanningsleden van het Chinese ruimtevaartprogramma.                                                                                             | 3         | 268 |
| 2008 | 12 oktober   | Sojoez TMA-13                         | ISS: Bemanning. Honderdste bemande Sojoez-vlucht. | 3:3       | 269 |
| 2008 | 14 november  | STS-126, Endeavour                    | ISS: Bemanning en onderdelen. | 7:7       | 270 |
| 2009 | 15 maart     | STS-119, Discovery                    | ISS: Bemanning en onderdelen. | 7:7       | 271 |
| 2009 | 26 maart     | Sojoez TMA-14                         | ISS: Bemanning en tweede vlucht van ruimtetoerist Charles Simonyi | 3:3       | 272 |
| 2009 | 11 mei       | STS-125, Atlantis                     | Onderhoud ruimtetelescoop Hubble | 7         | 273 |
| 2009 | 27 mei       | Sojoez TMA-15                         | ISS: Bemanning. Tweede vlucht van de Belg Frank De Winne. | 3         | 274 |
| 2009 | 15 juli      | STS-127, Endeavour                    | ISS: Bemanning en onderdelen | 7:7       | 275 |
| 2009 | 29 augustus  | STS-128, Discovery                    | ISS: Bemanning en Leonardo-module | 7:7       | 276 |
| 2009 | 30 september | Sojoez TMA-16                         | ISS: Bemanning. Zevende ruimtetoerist Guy Laliberté | 3:2       | 277 |
| 2009 | 16 november  | STS-129, Atlantis                     | ISS: Bemanning en bevoorrading | 6:7       | 278 |
| 2009 | 20 december  | Sojoez TMA-17                         | ISS: Bemanning | 3         | 279 |
| 2010 | 7 februari   | STS-130, Endeavour                    | ISS: Onderdelen. | 6         | 280 |
| 2010 | 2 april      | Sojoez TMA-18                         | ISS | 3         | 281 |
| 2010 | 5 april      | STS-131, Discovery                    | ISS: Leonardo-module | 7         | 282 |
| 2010 | 14 mei       | STS-132, Atlantis                     | ISS: Bevoorrading | 6         | 283 |
| 2010 | 15 juni      | Sojoez TMA-19                         | ISS | 3         | 284 |
| 2010 | 7 oktober    | Sojoez TMA-01M                        | ISS: Bemanning | 3         | 285 |
| 2010 | 15 december  | Sojoez TMA-20                         | ISS | 3         | 286 |
| 2011 | 24 februari  | STS-133, Discovery                    | ISS: Onderdelen incl. Robonaut 2. Laatste vlucht van Discovery | 6         | 287 |
| 2011 | 5 april      | Sojoez TMA-21                         | | 3         | 288 |
| 2011 | 16 mei       | STS-134, Endeavour                    | Laatste vlucht Endeavour | 6         | 289 |
| 2011 | 7 juni       | Sojoez TMA-02M                        | | 3         | 290 |
| 2011 | 8 juli       | STS-135, Atlantis                     | Laatste vlucht Atlantis en laatste vlucht Spaceshuttle-programma. | 4         | 291 |
| 2011 | 14 november  | Sojoez TMA-22                         | | 3         | 292 |
| 2011 | 21 december  | Sojoez TMA-03M                        | Tweede ruimtevlucht van Nederlander André Kuipers | 3         | 293 |
| 2012 | 15 mei       | Sojoez TMA-04M                        | | 3         | 294 |
| 2012 | 16 juni      | Shenzhou 9                            | Vierde bemande vlucht van het Chinese ruimtevaartprogramma en eerste Chinese vrouw Liu Yang in de ruimte.                                                                                       | 3         | 295 |
| 2012 | 15 juli      | Sojoez TMA-05M                        | | 3         | 296 |
| 2012 | 23 oktober   | Sojoez TMA-06M                        | | 3         | 297 |
| 2012 | 19 december  | Sojoez TMA-07M                        | | 3         | 298 |
| 2013 | 28 maart     | Sojoez TMA-08M                        | | 3         | 299 |
| 2013 | 28 mei       | Sojoez TMA-09M                        | | 3         | 300 |
| 2013 | 11 juni      | Shenzhou 10                           | Vijfde bemande vlucht van het Chinese ruimtevaartprogramma | 3         | 301 |
| 2013 | 25 september | Sojoez TMA-10M                        | | 3         | 302 |
| 2013 | 7 november   | Sojoez TMA-11M                        | Op deze vlucht werd de Olympische toorts van de winterspelen van 2014 in Sotsji meegenomen. | 3         | 303 |
| 2014 | 25 maart     | Sojoez TMA-12M                        | | 3         | 304 |
| 2014 | 28 mei       | Sojoez TMA-13M                        | | 3         | 305 |
| 2014 | 25 september | Sojoez TMA-14M                        | | 3         | 306 |
| 2014 | 23 november  | Sojoez TMA-15M                        | | 3         | 307 |
| 2015 | 27 maart     | Sojoez TMA-16M                        | | 3:3       | 308 |
| 2015 | 22 juli      | Sojoez TMA-17M                        | | 3         | 309 |
| 2015 | 2 september  | Sojoez TMA-18M                        | Eerste astronaut die onder de vlag van Kazachstan vliegt Aidyn Aimbetov gaat met de vlucht mee, alsmede de eerste Deen in de ruimte, Andreas Mogensen van de ESA                                | 3:3       | 310 |
| 2015 | 15 december  | Sojoez TMA-19M                        | Timothy Peake is de eerste Britse ESA-astronaut die het ISS bezoekt. | 3:3       | 311 |
| 2016 | 18 maart     | Sojoez TMA-20M                        | | 3         | 312 |
| 2016 | 7 juli       | Sojoez MS-01                          | Eerste vlucht nieuw type Sojoez. Brengt 3 bemanningsleden naar het ISS. | 3         | 313 |
| 2016 | 16 oktober   | Shenzhou 11                           | Vijfde bemande vlucht van het Chinese ruimtevaartprogramma Shenzhou en de eerste naar het ruimtestation Tiangong 2.                                                                             | 2         | 314 |
| 2016 | 19 oktober   | Sojoez MS-02                          | | 3         | 315 |
| 2016 | 17 november  | Sojoez MS-03                          | | 3         | 316 |
| 2017 | 20 april     | Sojoez MS-04                          | | 2         | 317 |
| 2017 | 28 juli      | Sojoez MS-05                          | | 3         | 318 |
| 2017 | 13 september | Sojoez MS-06                          | | 3         | 319 |
| 2017 | 17 december  | Sojoez MS-07                          | | 3         | 320 |
| 2018 | 21 maart     | Sojoez MS-08                          | | 3         | 321 |
| 2018 | 6 juni       | Sojoez MS-09                          | In de orbitale module zat een klein lek dat in de ruimte werd gedicht. | 3         | 322 |
| 2018 | 11 oktober   | Sojoez MS-10                          | Missie afgebroken op ongeveer 50 km hoogte door een probleem met de draagraket, bemanning ongedeerd na een succesvolle noodlanding.                                                             | 2         | 323 |
| 2018 | 3 december   | Sojoez MS-11                          | Lancering enkele weken vervroegd om ISS bemand te houden na mislukken Sojoez MS-10 | 3         | 324 |
| 2019 | 14 maart     | Sojoez MS-12                          | | 3:3       | 325 |
| 2019 | 20 juli      | Sojoez MS-13                          | | 3         | 326 |
| 2019 | 25 september | Sojoez MS-15                          | Laatste gebruik raket Sojoez-FG | 3         | 327 |
| 2020 | 9 april      | Sojoez MS-16                          | Eerste bemande lancering van de Sojoez-2-1A (Sojoez MS-14 was onbemand) | 3         | 328 |
| 2020 | 30 mei       | SpX-DM2 Crew Dragon Endeavour         | Eerste bemande testvlucht met het Dragon 2-ruimtevaartuig van SpaceX. De Dragon 2 is met een Falcon 9 block-5 gelanceerd.                                                                       | 2         | 329 |
| 2020 | 14 oktober   | Sojoez MS-17                          | | 3         | 330 |
| 2020 | 16 november  | SpaceX Crew-1 Crew Dragon Resilience  | Eerste missionaire Commercial Crew-vlucht van de Dragon 2. | 4         | 331 |
| 2021 | 9 april      | Sojoez MS-18                          | | 3         | 332 |
| 2021 | 23 april     | SpaceX Crew-2 Crew Dragon Endeavour   | | 4         | 333 |
| 2021 | 10 juni      | Shenzhou 12                           | Eerste bemande vlucht naar Groot Chinees Ruimtestation Tiangong | 3         | 334 |
| 2021 | 16 september | Inspiration4 Crew Dragon Resilience   | Commerciële Crew Dragon vlucht geboekt door Jared Isaacman | 4         | 335 |
| 2021 | 5 oktober    | Sojoez MS-19                          | Kosmonaut en twee ruimtetoeristen voor filmopname 'The Challenge'. | 3         | 336 |
| 2021 | 15 oktober   | Shenzhou 13                           | Tweede bemande vlucht naar Groot Chinees Ruimtestation Tiangong | 3         | 337 |
| 2021 | 11 november  | SpaceX Crew-3 Crew Dragon Endurance   | | 4         | 338 |
| 2021 | 8 december   | Sojoez MS-20                          | twee ruimtetoeristen een kosmonaut | 3         | 339 |
| 2022 | 18 maart     | Sojoez MS-21                          | | 3         | 340 |
| 2022 | 8 april      | Axiom Mission 1 Crew Dragon Endeavour | Commerciële Crew Dragon vlucht naar ISS geboekt door Axiom Space | 4         | 341 |
| 2022 | 27 april     | SpaceX Crew-4 Crew Dragon Freedom     | | 4         | 342 |
| 2022 | 5 juni       | Shenzhou 14                           | Derde bemande vlucht naar Tiangong | 3         | 343 |
| 2022 | 21 september | Sojoez MS-22                          | Landde zonder bemanning wegens ernstige schade. | 3         | 344 |
| 2022 | 5 oktober    | SpaceX Crew-5 Crew Dragon Endurance   | | 4         | 345 |
| 2022 | 29 november  | Shenzhou 15                           | Vierde bemande vlucht naar Tiangong | 3         | 346 |
| 2023 | 24 februari  | Sojoez MS-23                          | lanceerde zonder bemanning om gestrande MS-22 bemanning te op te halen | 3 (terug) | 347 |
| 2023 | 2 maart      | SpaceX Crew-6 Crew Dragon Endeavour   | | 4         | 348 |
| 2023 | 21 mei       | Axiom Mission 2 Crew Dragon Freedom   | Commerciële Crew Dragon-vlucht naar ISS. | 4         | 349 |
| 2023 | 30 mei       | Shenzhou 16                           | Vijfde bemande vlucht naar Tiangong | 3         | 350 |
| 2023 | 26 augustus  | SpaceX Crew-7 Crew Dragon Endurace    | | 4         | 351 |
| 2023 | 15 september | Sojoez MS-24                          | | 3         | 352 |
| 2023 | 26 oktober   | Shenzhou 17                           | Zesde bemande vlucht naar Tiangong | 3         | 353 |
| 2024 | 18 januari   | Axiom Mission 3 Crew Dragon Freedom   | Commerciële Crew Dragon-vlucht naar ISS. | 4         | 354 |
| 2024 | 4 maart      | SpaceX Crew-8 Crew Dragon Endeavour   | | 4         | 355 |
| 2024 | 23 maart     | Sojoez MS-25                          | | 3         | 356 |
| 2024 | 25 april     | Shenzhou 18                           | Zevende bemande vlucht naar Tiangong | 3         | 357 |
| 2024 | 5 juni       | Boe-CFT Starliner Calypso             | (Boeing Crew Flight Test) Eerste bemande testvlucht van de Boeing Starliner naar ISS, capsule onbemand teruggekeerd.                                                                            | 2 (heen)  | 358 |
| 2024 | 10 september | SpaceX Polaris Dawn                   | Mission I van het Polarisprogramma. Commerciële Crew Dragon vlucht | 4         | 359 |
| 2024 | 11 september | Sojoez MS-26                          | | 4         | 360 |
| 2024 | 28 september | SpaceX Crew-9 Crew Dragon Freedom     | Commercial Crew, 2 heen, 4 terug. retourvlucht voor Boe-CFT bemanning | 2         | 361 |
| 2024 | 29 oktober   | Shenzhou 19                           | Achtste bemande vlucht naar Tiangong | 3         | 362 |
| 2025 | 14 maart     | SpaceX Crew-10 Crew Dragon Freedom    | Commerciële Crew Dragon-vlucht naar ISS. | 4         | 363 |
| 2025 | 1 april      | Fram2                                 | Commercieel bemande ruimtevlucht in een polaire baan om de Aarde | 4         | 364 |
| 2025 | 8 april      | Sojoez MS-27                          | | 3         | 365 |
| 2025 | 24 april     | Shenzhou 20                           | Negende bemande vlucht naar Tiangong | 3         | 366 |

## Geplande bemande ruimtevluchten
| 2025                  | augustus | Starliner-1                 | Commercial Crew | max 4 |
| 2025                  | mei      | Axiom Mission 4             | Commerciële vlucht per Crew Dragon naar ISS geboekt door Axiom Space.                                                                                     | max 4 |
| 2025                  | juni     | Starliner-2                 | Commercial Crew | 4     |
| 2025                  | juli     | SpaceX Crew-11              | Commercial Crew | 4     |
| 2025                  | najaar   | Sojoez MS-28                | | 4     |
| 2025                  | oktober  | Shenzhou 21                 | Tiende bemande vlucht naar Tiangong | 3     |
| 2026                  | april    | Artemis II                  | Eerste bemande ruimtevlucht van het SLS-Orion-programma. Vrije-terugkeervlucht om de Maan.                                                                | 4     |
| 2026                  |          | GaganYaan H1 Crewed Mission | Bemande testvlucht Gaganyaan-capsule, eerste bemande ruimtevlucht van India                                                                               | max 3 |
| 2027                  | medio    | Artemis III                 | Eerste bemande ruimtevlucht van het SLS-Orion & Starship HLS-programma waarbij met een maanlander wordt gekoppeld. Eerste bemande maanlanding sinds 1972. | 4     |
| 2028                  |          | Artemis IV                  | SLS-Orion via Lunar Gateway met lander naar maanoppervlak                                                                                                 | 4     |
| Doeljaar nog onbekend |          | SpaceX Crew-12              | Commercial Crew | 4     |
| Doeljaar nog onbekend |          | SpaceX Crew-13              | Commercial Crew | 4     |
| Doeljaar nog onbekend |          | SpaceX Crew-14              | Commercial Crew | 4     |
| Doeljaar nog onbekend |          | Starliner-3                 | Commercial Crew | 4     |
| Doeljaar nog onbekend |          | Starliner-4                 | Commercial Crew | 4     |
| Doeljaar nog onbekend |          | Starliner-5                 | Commercial Crew | 4     |
| Doeljaar nog onbekend |          | Starliner-6                 | Commercial Crew | 4     |
| Doeljaar nog onbekend |          | SpaceX Polaris Mission II   | Crew Dragon | 4     |
| Doeljaar nog onbekend |          | SpaceX Polaris Mission III  | Eerste bemande vlucht van een Starship | 4     |
| Doeljaar nog onbekend |          | Vluchtnaam onbekend         | Ruimtetoeristische vrije-terugkeervlucht om de Maan per SpaceX Starship met o.a. Dennis Tito                                                              | >2    |
| Doeljaar nog onbekend |          | Artemis V                   | SLS-Orion + Maanlander; nog niet bekend welke | 4     |
| Doeljaar nog onbekend |          | Artemis VI                  | SLS-Orion + Maanlander; nog niet bekend welke | 4     |
| Doeljaar nog onbekend |          | Artemis VII                 | SLS-Orion + Maanlander; nog niet bekend welke | 4     |
| Doeljaar nog onbekend |          | Artemis VIII                | SLS-Orion + Maanlander; nog niet bekend welke | 4     |